# Juan Manuel Villa
Juan Manuel Villa Gutiérrez (Sevilla, 26 de septiembre de 1938-5 de enero de 2025) fue un futbolista español. Jugó de delantero interior por la izquierda y su primer equipo fue el Plus Ultra.

## Biografía
Nacido en Sevilla, vino al mundo el 26 de septiembre de 1938. A los quince años se trasladó a Madrid para intentar triunfar en el fútbol. Destacó en las categorías inferiores del Real Madrid. Y, aunque se topó con figuras como Di Stefano, Rial o Puskas, consiguió hacerse un nombre.
Debutó como profesional en el Plus Ultra, filial en ese momento del Real Madrid, donde jugó la temporada 1959-60. En la siguiente temporada pasó a la primera plantilla del Real Madrid. Al Real Zaragoza llegó en 1962, procedente de la Real Sociedad, donde había jugado la temporada anterior cedido por el Real Madrid. Jugó durante nueve temporadas en el Real Zaragoza (1962-71) formando parte de la delantera de “Los Cinco Magníficos”: Canario, Santos, Marcelino, Villa y Lapetra.
Alcanzó la internacionalidad en el Real Zaragoza, debutando en Sevilla el 11 de marzo de 1964 contra la República de Irlanda, en un partido que España ganó por 5 a 1 y en el que compartió alineación con sus compañeros de los Cinco Magníficos, Marcelino y Lapetra.

## Selección nacional
Ha sido internacional con la selección nacional de fútbol de España en tres ocasiones, perteneciendo en todas ellas al Real Zaragoza.
- 11 de marzo de 1964 (Sevilla): España - República de Irlanda (5-1).
- 8 de abril de 1964 (Dublín):  República de Irlanda - España (0-2).
- 15 de noviembre de 1964 (Oporto):  Portugal - España (2-1).

## Clubes
| Club          | País   | Año       |
| ------------- | ------ | --------- |
| Plus Ultra    | España | 1959-1960 |
| Real Madrid   | España | 1960-1961 |
| Real Sociedad | España | 1961-1962 |
| Real Zaragoza | España | 1962-1971 |

## Palmarés

### Campeonatos nacionales
| Título                | Club          | País   | Año  |
| --------------------- | ------------- | ------ | ---- |
| Copa del Generalísimo | Real Zaragoza | España | 1964 |
| Copa del Generalísimo | Real Zaragoza | España | 1966 |

### Copas internacionales
| Título         | Club          | País   | Año  |
| -------------- | ------------- | ------ | ---- |
| Copa de Ferias | Real Zaragoza | España | 1964 |